# گالاردو ۱۷۸۹۷
سیارک ۱۷۸۹۷ (به انگلیسی: 17897 Gallardo، نامگذاری:1999FV8) هفده هزار و هشتصد و نود و هفتمین سیارک کشف شده‌است که در ۱۹ مارس ۱۹۹۹ کشف شد.
قدر مطلق سیارک برابر ۱۲.۳ است.